# Glen Power
Glen Power, né le 5 juillet 1974 et a grandi à Dublin en Irlande. Il est le batteur du groupe The Script. Il tient sa passion de l'instrument de son père.

## Carrière
En 2005, Glen rencontre Mark Sheehan à Dublin, ancien membre d'un boys band nommé MyTown. Ce dernier invite Glen a passé quelques jours de vacances à Los Angeles où il réside avec Danny O'Donoghue afin de faire de la musique. Mark et Danny présentent les chansons réalisées, et notamment la chanson Before the worst, aux producteurs Andrew Frampton et Steve Kipner qui décident de signer le groupe. Depuis 2008, le groupe connait un large succès grâce à leur album intitulé The Script.
Membre à part entière de ce trio, Glen joue de la batterie et chante en soutien de Danny lors des notes aigües. Multi-instrumentiste, il joue de la guitare sur scène pour les titres I'm Yours et Heroes, lors des deux premières tournées du groupe. Il sait également jouer du piano. Il pratique son instrument depuis qu'il est enfant, ayant pris goût auprès de sa mère. Il a d'ailleurs voulu faire un album solo jusqu'à ce qu'il rencontre Mark et Danny.
Lors de la sortie du premier album des The Script, Glen s'accorde une sortie en famille au pub du coin. En allant aux toilettes, il tombe et se fracture le crâne. Lorsqu'il reprend connaissance, son père, Gary insiste pour le conduire à hôpital malgré ses réticences. Cela lui sauvera probablement la vie.

## Sources
- Glen Power sur famousbirthdays.com